# Zygonoides
Zygonoides is een geslacht van libellen (Odonata) uit de familie van de korenbouten (Libellulidae).

## Soorten
Zygonoides omvat 4 soorten:
- Zygonoides fraseri (Pinhey, 1955)
- Zygonoides fuelleborni (Grünberg, 1902)
- Zygonoides lachesis (Ris, 1912)
- Zygonoides occidentis (Ris, 1912)